# Plan de gêne sonore
Le plan de gêne sonore (PGS) délimite, autour des aérodromes français, un périmètre à l'intérieur duquel les habitations sont éligibles à une aide financière pour l’isolation phonique des logements.
Ce plan délimite trois zones définies sur la base du trafic aérien estimé, des procédures de circulation aérienne applicables et des infrastructures qui seront en service l’année suivant la date de publication de l’arrêté d’approbation du plan.
- La zone I, dite de « gêne très forte », est comprise à l’intérieur de la courbe d’indice Lden 70 ;
- La zone II, dite de « gêne forte », est comprise entre la courbe d’indice Lden 70 et la courbe d’indice Lden 65 ;
- La zone III, dite de « gêne modérée », est comprise entre la limite extérieure de la zone II et la courbe d’indice Lden 55.

En effet, la directive européenne du 25 juin 2002 relative à l'évaluation et la gestion du bruit dans l'environnement prévoit l’établissement de cartes stratégiques de bruit pour les aérodromes dont le trafic annuel dépasse 50 000 mouvements. C'est au préfet d'établir ces cartes, avec les données fournies par les gestionnaires.

## Indice Lden
En application de la directive n° 2002/49/CE du 25 juin 2002, un nouvel indice est désormais utilisé pour l'évaluation et à la gestion du bruit dans l'environnement : l'indice Lden (L=level (niveau), d=day (jour), e=evening (soirée), n=night (nuit)), recommandé pour tous les modes de transport au niveau européen. Il découpe la journée en trois périodes :
- la période du jour s'étend de 6 heures à 18 heures,
- la période de soirée s'étend de 18 heures à 22 heures ; elle est pondérée par un facteur 5,
- la période de nuit s'étend de 22 heures à 6 heures ; elle est pondérée par un facteur 10.

Le Lden est défini comme le niveau énergétique moyen sur la période de 24 heures, pour lesquelles on applique des « pénalités » selon les sous périodes (5 dB(A) pour la soirée, 10 dB(A) pour la nuit).
Sa formule est la suivante :
Lden = 10Lg[(12/24).10(Ld/10)+(4/24).10((Le+5)/10)+(8/24).10((Ln+l0)/l0)]

### Avantage de l'indice Lden
Par le coefficient de pondération en période de soirée et de nuit, l'indice Lden tente de mieux prendre en compte la quantité de bruit perçue.

### Inconvénients de l'indice Lden
L'indice Lden est un indicateur de bruits cumulés, il moyenne la quantité de bruit perçue sur une journée. Il ne prend donc pas en compte la répétition des évènements sonores. Il est donc significatif pour une source sonore avec une très forte répétition, par exemple le périphérique parisien. En revanche il a tendance à minimiser l'impact de source ponctuelle à répétition, comme dans le cas des aéroports.
Le plan de gêne sonore de l'aéroport de Paris-Orly est plutôt réduit au regard du trafic car la formule donne plus de poids à la période du couvre feu (la nuit).
Le niveau maximum (LAmax) en revanche, est plus représentatif de la gêne occasionnée par une source dont le bruit varie de façon croissante puis décroissante, car il mesure le niveau maximum du bruit (celui qui gêne).
L'Autorité de contrôle des nuisances aéroportuaires (ACNUSA) a d'ailleurs recommandé, dans le cadre des sensations de désagrément, que le niveau sonore mesuré soit le niveau instantané maximum (LAeq 1s) attaché à chacun des survols.
Le niveau équivalent (ou LAeq) permet de traduire l'intensité moyenne du bruit sur un temps donné comprenant des phases de bruits entrecoupées de  phases de silence. La durée sur laquelle est calculé le niveau équivalent est une caractéristique de la mesure : LAeq (durée)

## Préfets et aérodromes
Le préfet coordonnateur pour l'élaboration du PGS pour chaque aérodrome est le suivant :
- le préfet du Val-d'Oise pour Paris-Charles-de-Gaulle ;
- le préfet du Val-de-Marne pour Paris-Orly ;
- le préfet du Rhône pour Lyon-Satolas ;
- le préfet des Alpes-Maritimes pour Nice-Côte d'Azur ;
- le préfet des Bouches-du-Rhône pour Marseille-Provence ;
- le préfet de la Haute-Garonne pour Toulouse-Blagnac ;
- le préfet du Haut-Rhin pour Mulhouse-Bâle ;
- le préfet de la Gironde pour Bordeaux-Mérignac ;
- le préfet du Bas-Rhin pour Strasbourg-Entzheim ;
- le préfet de l'Oise pour Beauvais-Tillé ;
- le préfet de la Seine-Saint-Denis pour Paris-Le Bourget.

## Différence entre «plan d'exposition au bruit» et «plan de gêne sonore»
Le plan d'exposition au bruit (PEB) et le plan de gêne sonore (PGS) sont élaborés avec le même logiciel de simulation qui détermine des courbes de même niveau de bruit. Contrairement aux PGS, les PEB n'ont pas pour objet la mise en œuvre d'un dispositif d'aide aux riverains, mais de fixer des contraintes d’urbanisation dans les zones de bruit délimitées, de façon à éviter que de nouvelles populations soient exposées aux nuisances.
Le PEB est établi suivant un trafic à 15 ans, tandis que le PGS correspond au trafic de l'année à venir et donc à la gêne effective actuelle.